# Афина-1
Афина-1 (англ. Athena I, LLV-1 / LMLV-1) — американская ракета-носитель лёгкого класса, разработанная и сконструированная компанией Lockheed Martin. Во время первого запуска «Афина-1» также была известна как LLV (англ. Lockheed Launch Vehicle), а во время второго запуска имела название — LMLV (англ. Lockheed Martin Launch Vehicle).

## История создания
Во второй половине 1980-х годов компания «Lockheed» (ныне — «Lockheed Martin»), будучи главным разработчиком ряда баллистических ракет подводного базирования (UGM-27 «Поларис» , UGM-73 «Посейдон» и «Трайдент»), приступила к изучению проекта переоборудования своих ракет для реализации возможности запуска космических аппаратов.
В 1993 году компания «Lockheed» объявила о планах создания семейства ракет носителей LLV (англ. Lockheed Launch Vehicle), в 1995 году новые ракеты-носители получили название LMLV (англ. Lockheed Martin Launch Vehicle), а позднее получили собственное имя — «Афина». Первые три модели семейства предназначались для выведения на низкую околоземную орбиту грузов массой 1—4 тонны при стоимости запуска 14—20 млн. долларов (в ценах 1993 года).
Основным элементом ракет Афина стал универсальный твердотопливный двигатель «Кастор-120», созданный компанией «Thiokol» на базе первой ступени межконтинетальной баллистической ракеты (МБР) MX. Общая стоимость разработки нового ракетного двигателя составила около 50 млн долларов (в ценах 1993 года).

## Конструкция
Трёхступенчатая ракета-носитель Афина-1 высотой 18,9 м комплектуется твердотопливным ракетным двигателем (РДТТ) «Кастор-120» не первой ступени, РДТТ «Орбас-21D» тягой в вакууме 19,6 т на второй ступени и жидкостным разгонным блоком довыведения ОАМ (сокр. от англ. Orbit Adjust Module), разработки компании Olin Aerospace, в качестве двигателя третьей ступени. Разгонный блок ОАМ предназначался для непосредственной доставки полезного груза на рабочую орбиту. Кроме этого, с его помощью контролируется положение ракеты по каналу крена на этапе работы нижних ступеней, а также её стабилизация на пассивных участках полёта.
Для пространственной ориентации ракеты используются шесть двигателей тягой по 11,3 кг, довыведения обеспечивают четыре ЖРД тягой по 22,6 кг, ориентированные по оси ракеты-носителя. Все двигатели третьей ступени однокомпонентные, в качестве топлива используется гидразин, который подаётся из бачков вместительностью по 59 кг под давлением в 31 атм. В зависимости от задач полёта в блоке третьей ступени может быть установлено от 2 до 6 топливных ёмкостей, в результате чего масса ступени варьируется в пределах от 617 до 818 кг.
Разгонным блок ОАМ также содержит основные элементы управления ракетой-носителем. Система наведения включает в себя автопилот, три лазерных гироскопа и три акселерометра. Бортовая аппаратура позволяет формировать круговые орбиты на высоте 1100 км с точностью ± 5,4 км.
Стандартный головной обтекатель ракеты-носителя Афина-1 имеет диаметр 2,34 м и общую массу не более, чем 792 кг. Объём камеры полезной нагрузки составляет 10,6 м3. Монтажная зона выводимого объекта определяется высотой 4,3 м и диаметром 1,98 м.
При стартовой массе в 66,35 т ракета-носитель Афина-1 позволяет доставлять на орбиту высотой 200 км и наклонением 28,5° полезную нагрузку массой не более, чем 800 кг, на солнечно-синхронную орбиту около 300 кг.

## Модификации
В 2012 году была разработана трёхступенчатая модификация — ракета-носитель Афина-1с, основным отличием которой является использование на второй ступени двигателя Кастор-30, а также ряд конструктивных изменений в бортовой аппаратуре системы управления и адаптера полезной нагрузки.

## Стартовые комплексы
Пуск ракеты-носителя Афина-1 осуществлялся с трёх космодромов:
- Стартовая площадка LC-1 коммерческого космодрома Кадьяк, расположенного на одноимённом острове у берегов Аляски;
- Стартовая площадка LC-46 коммерческого частного космодрома «Космопорт Флорида», образованный властями штата Флорида на Базе ВВС США на мысе Канаверал;
- Стартовые площадки SLC-6 и SLC-8 на космодроме на Базе ВВС США «Ванденберг», расположенного в округе Санта-Барбара (штат Калифорния).

## Предполётные подготовки
Работы по предполётной подготовке ракеты-носителя Афина-1 занимают 14 дней. Для проведения работ необходимо от 20 до 25 человек обслуживающего персонала. Ракета-носитель собирается на стартовой площадке. Первой на пусковом устройстве собирается первая ступень ракеты, к которой за десять дней до старта пристыковывается двигатель Орбас-21D. На следующий день, после установки двигателя, производится монтаж заправленной ступени ОАМ. Установка головного обтекателя с полезным грузом выполняется за 3 дня до полёта.
Управление запуском ракеты-носителя Афина-1 осуществляется операторами из специального транспортного средства, с расстояния около 2,7 км от места старта. Передача команд производится по двусторонним оптико-волоконным линиям связи.

## История пусков
Первый пуск ракеты-носителя «Афина-1» состоялся 15 августа 1995 года с территории базы Вандерберг. Запуск производился со стартового комплекса SLC-6, построенного для МТКК «Спейс шаттл». Пуск закончился неудачей.
| 1 | 15 августа 1995 года  | LLV-1 DLV | Gemstar DSS-1 | Vitasat 1   |           |       | База Ванденберг SLC-6 | Авария |
| 2 | 23 августа 1997 года  | LM-001    | Lewis         | SSTI-1      | 1997-044A | 24909 | База Ванденберг SLC-6 | Успех  |
| 3 | 27 января 1999 года   | LM-006    | Formosat-1    | ROCSAT-1    | 1999-002A | 25616 | Канаверал LC-46       | Успех  |
| 4 | 30 сентября 2001 года | LM-0002   | Starshine 3   | Starshine 3 | 2001-043A | 26929 | Кадьяк LP-1           | Успех  |
| 4 | 30 сентября 2001 года | LM-0002   | Picosat       | P97-1       | 2001-043B | 26930 | Кадьяк LP-1           | Успех  |
| 4 | 30 сентября 2001 года | LM-0002   | PCSat         | USNA-1      | 2001-043C | 26931 | Кадьяк LP-1           | Успех  |
| 4 | 30 сентября 2001 года | LM-0002   | Sapphire      | SSTL-150    | 2001-043D | 26932 | Кадьяк LP-1           | Успех  |

## Статьи
- Gregory J. Kehrl. Athena Mission Planner’s Guide (MPG) // Lockheed Martin. — 2012.
- Gregory J. Kehrl. Modernized Athena Ic & IIc Space Launch Vehicles // Lockheed Martin. — 2012.